# Alois Kayser
Alois Kayser, född 29 mars 1877 i Lupstein, Alsace, död 21 oktober 1944 i Chuuk, var en tysk katolsk missionär som levde nästan 40 år av sitt liv på Nauru och skrev naurisk grammatik (och möjligen en ordbok). År 1943 blev han, tillsammans med den största delen av Naurus befolkning, skickad till Mikronesien av japanerna, där han avled. Kaysercolleget i Ewa är uppkallat efter honom.